# Saison 1 d'iZombie
Chronologie
Saison 2
Cet article présente le guide des épisodes de la première saison de la série télévisée américaine iZombie.

## Synopsis
Olivia « Liv » Moore est une étudiante en médecine transformée en zombie à la suite d'une soirée qui a mal tourné. Aujourd'hui, Olivia est médecin légiste et ce métier lui permet de calmer sa faim et les voix dans sa tête en se nourrissant de cerveaux des défunts. Mais, à chaque bouchée, elle hérite des souvenirs et de la personnalité de son « repas ». Elle décide donc d'aider le détective Clive Babineaux à résoudre des affaires de meurtres.

## Diffusion
- Aux États-Unis, la saison a été diffusée du 17 mars au 9 juin 2015 sur le réseau The CW.
- En France, la saison a été diffusée du 27 novembre au 18 décembre 2015 sur France 4.
- Au Québec, elle a été diffusée du 1er mars au 24 mai 2016 sur VRAK.

## Distribution

### Acteurs principaux
- Rose McIver (VF : Kelly Marot) : Olivia « Liv » Moore
- Malcolm Goodwin (VF : Diouc Koma) : Clive Babineaux
- Rahul Kohli (VF : Tanguy Goasdoué) : Dr Ravi Chakrabarti
- Robert Buckley (VF : Axel Kiener) : Major Lilywhite

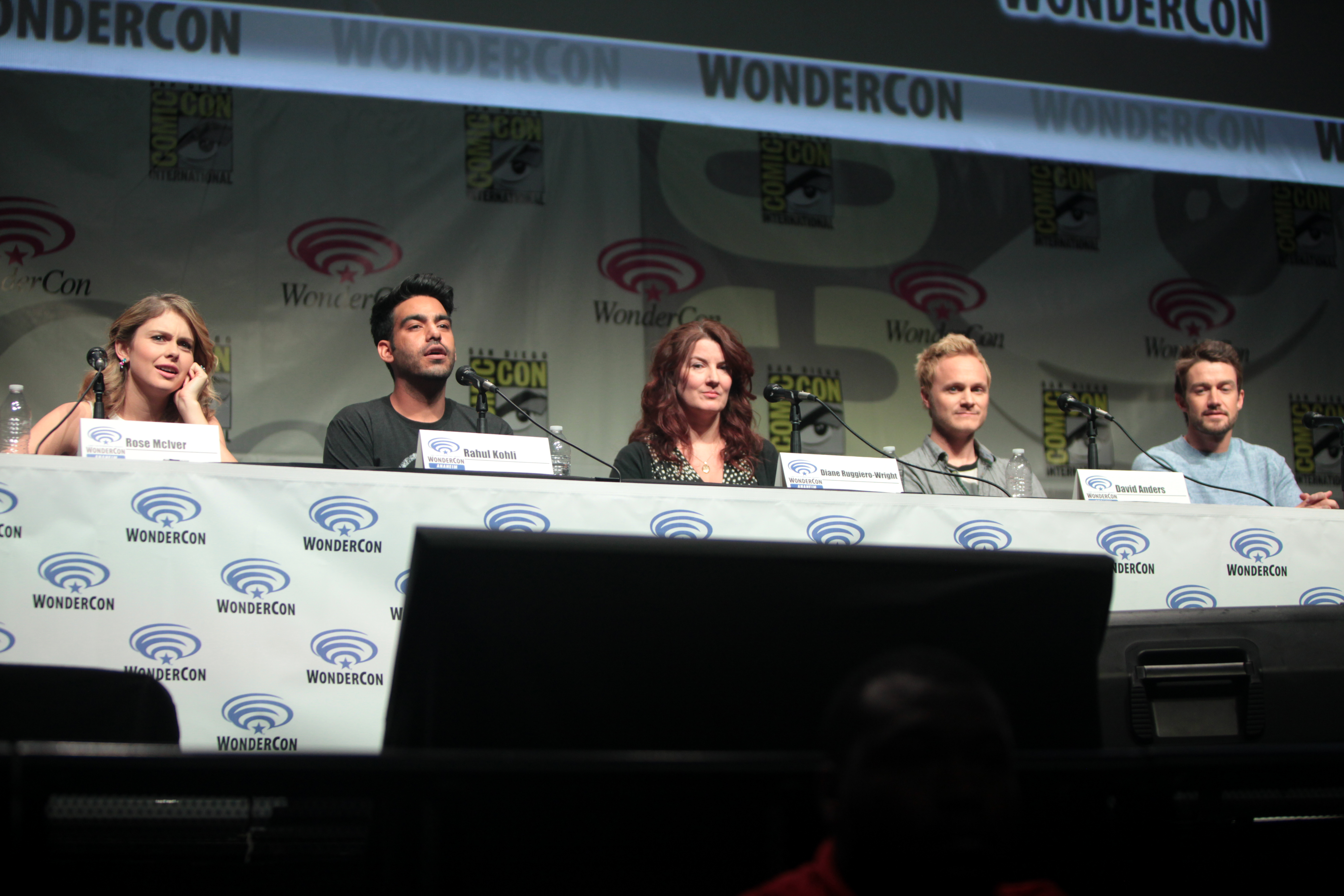
Les acteurs Rose McIver, Rahul Kohli, David Anders et Robert Buckley autour de la showrunner Diane Ruggiero-Wright au Wondercon 2015.

- David Anders (VF : Denis Laustriat) : Blaine « DeBeers » McDonough

### Acteurs récurrents
- Aleks Paunovic (en) (VF : Julien Meunier) : Julien Dupont[1] (8 épisodes)
- Alyson Michalka (VF : Stéphanie Hédin) : Peyton Charles (7 épisodes)
- Hiro Kanagawa (VF : Stéphane Fourreau) : Lieutenant Suzuki (7 épisodes)
- Bradley James (VF : Damien Witecka) : Lowell Tracy (5 épisodes)
- Nick Purcha (VF : Julien Crampon) : Evan Moore (5 épisodes)
- Tanja Dixon-Warren (VF : Laure Sabardin) : Cissie (5 épisodes)
- Molly Hagan (VF : Brigitte Aubry) : Eva Moore (4 épisodes)
- Darryl Quon (VF : Nessym Guetat) : Luta (4 épisodes)
- Elise Gatien (VF : Laëtitia Coryn) : Corinne (3 épisodes)
- Sarah-Jane Redmond (VF : Isabelle Ganz) : Jackie (3 épisodes)
- Fulvio Cecere (en) (VF : Achille Orsoni) : Inspecteur Flynn (3 épisodes)
- Matthew MacCaull (VF : Jean-Christophe Dollé) : Sebastian Meyer (3 épisodes)

### Invités
- Daran Norris (VF : Guillaume Orsat) : Johnny Frost (épisodes 1 et 11)
- Carrie Anne Fleming (VF : Hermine Regnault) : Candy Baker (épisode 3)
- Marci T. House (VF : Sophie Riffont) : Inspecteur Devore (épisode 4)
- Ryan Hansen : Carson McComb[2] (épisode 5)
- Percy Daggs III : Sean Taylor[3] (épisode 9)
- Bryce Hodgson (VF : Benjamin Gasquet) : Scott Everhart (épisode 10)
- Steven Weber (VF : Cyrille Monge) : Vaughn Du Clark[4] (épisodes 10 et 13)
- Leanne Lapp (VF : Marie Tirmont) : Rita Du Clark (épisode 13)

## Épisodes

### Épisode 1:La Mort me va si bien
- États-Unis : 17 mars 2015 sur The CW[5]
- France : 27 novembre 2015 sur France 4[6]
- Québec : 1er mars 2016 sur VRAK

- États-Unis : 2,29 millions de téléspectateurs[7] (première diffusion)
- France : 465 000 téléspectateurs[8] (première diffusion)

- Aly Michalka (Peyton Charles)
- Molly Hagan (Eva Moore)
- Ty Olsson (Detective Pratt)
- Nick Purcha (Evan Moore)
- Daran Norris (Johnny Frost)
- Luc Roderique (Truman)
- Elysia Rotaru (Tess)
- Aliza Vellani (Marcy)

### Épisode 2:Méninges à trois
- États-Unis : 24 mars 2015 sur The CW
- France : 27 novembre 2015 sur France 4
- Québec : 8 mars 2016 sur VRAK

- États-Unis : 1,99 million de téléspectateurs[9] (première diffusion)
- France : 465 000 téléspectateurs[8](première diffusion)

- Aly Michalka (Peyton Charles)
- Judy Reyes (Lola Abano)
- Anita Brown (Tasha)
- Jeffrey Vincent Parise (Artie Fiss)
- Sarah-Jane Redmond (Jackie)
- Ryan Beil (Jimmy)
- Christopher Russell (Tito)
- Claude Knowlton (Javier Abano)
- Sean O. Roberts (Dougie)
- Chris Burns (Hutch)

### Épisode 3:L'Exterminateur
- États-Unis : 31 mars 2015 sur The CW
- France : 27 novembre 2015 sur France 4
- Québec : 15 mars 2016 sur VRAK

- États-Unis : 1,81 million de téléspectateurs[10] (première diffusion)
- France : 486 000 téléspectateurs[8](première diffusion)

- Aly Michalka (Peyton Charles)
- Devon Gummersall (Don Watts)
- Elise Gatien (Corinne)
- Christopher Meyer (Jerome)
- Serge Houde (L'avocat)
- Fred Keating (Smitty)
- Jared Ager-Foster (Brian)
- Connor Beardmore (Karl)
- Robert Hansen (Marvin Webster)
- Rebecca Husain (Widow Walker)
- Aliza Vellani (Marcy)

### Épisode 4:L'Attaque du cobra bleu
- États-Unis : 7 avril 2015 sur The CW
- France : 4 décembre 2015 sur France 4
- Québec : 22 mars 2016 sur VRAK

- États-Unis : 1,77 million de téléspectateurs[11] (première diffusion)
- France : 435 000 téléspectateurs[12] (première diffusion)

- Aleks Paunovic (Julien Dupont)
- Elise Gatien (Corinne)
- Tim Chiou (AJ)
- Darren E. Scott (Ray)
- Tanja Dixon-Warren (Cissie)
- Sean Millington (Dante)
- Marci T. House (Detective Devore)

- Le titre original est un jeu de mots dérivé de l'expression Live and let Die ; qui signifie Vivre et laisser mourir.

### Épisode 5:Le Vol des morts-vivants
- États-Unis : 14 avril 2015 sur The CW
- France : 4 décembre 2015 sur France 4
- Québec : 29 mars 2016 sur VRAK

- États-Unis : 1,85 million de téléspectateurs[13] (première diffusion)
- France : 393 000 téléspectateurs[12] (première diffusion)

- Summer Bishil (Eliza Marquette)
- Ryan Hansen (Carson McComb)
- Hiro Kanagawa (Lieutenant Suzuki)
- Tasya Teles (Holly White)
- Blair Penner (Ren Smith)
- Trezzo Mahoro (Darius)
- Bradley James (Lowell Tracey)
- Aleks Paunovic (Julien Dupont)

### Épisode 6:Vengeance 2.0
- États-Unis : 21 avril 2015 sur The CW
- France : 4 décembre 2015 sur France 4
- Québec : 5 avril 2016 sur VRAK

- États-Unis : 1,8 million de téléspectateurs[14] (première diffusion)
- France : 413 000 téléspectateurs[12] (première diffusion)

- Chris Gauthier (Simon Cutler)
- Jesse Moss[Lequel ?] (Sean Posie)
- Tanja Dixon-Warren (Cissie)
- Nneka Croal	(Coral)
- Cyrus Lord Bryant (Joey)
- Gabrielle Nebrida-Pepin (Angela)
- Dakota Daulby (Tom)

### Épisode 7:Les Joies de la maternité
- États-Unis : 28 avril 2015 sur The CW
- France : 11 décembre 2015 sur France 4
- Québec : 12 avril 2016 sur VRAK

- États-Unis : 1,69 million de téléspectateurs[15] (première diffusion)
- France : 360 000 téléspectateurs[16](première diffusion)

- Hiro Kanagawa	(Lieutenant Suzuki)
- Nick Purcha (Evan Moore)
- Fulvio Cecere (Detective Flynn)
- Aleks Paunovic (Julien Dupont)
- Barclay Hope (James Sparrow)
- Teryl Rothery	(Rita Sparrow)
- Chad Rook	(Dylan Munson)
- Sunita Prasad	(Rebecca Hinton)
- Anja Savcic (Emily Sparrow)
- Enid-Raye Adams (Margo Shepherd)
- Charles Andre (Mark Shephard)

### Épisode 8:Mort sur les ondes
- États-Unis : 5 mai 2015 sur The CW
- France : 11 décembre 2015 sur France 4
- Québec : 19 avril 2016 sur VRAK

- États-Unis : 1,62 million de téléspectateurs[17] (première diffusion)
- France : 380 000 téléspectateurs[16](première diffusion)

- Britt Irvin (Kaley Taylor)
- Erica Cerra	(Sasha Arconi)
- Aaron Douglas (Chuck Burd)
- Bart Anderson (Kevin Baker)
- Drew Ray Tanner (Sam)
- Jillian Bach (Jane Bowman)

### Épisode 9:L'Instinct du tueur
- États-Unis : 12 mai 2015 sur The CW
- France : 11 décembre 2015 sur France 4
- Québec : 26 avril 2016 sur VRAK

- États-Unis : 1,7 million de téléspectateurs[18] (première diffusion)
- France : 400 000 téléspectateurs[16](première diffusion)

- Erica Luttrell (Penny Taylor)
- Percy Daggs III (Sean Taylor)
- Ben Wilkinson	(Lawrence Kaiser)
- Russell Porter (Neighbour)
- Jake Guy (Harris)
- Darryl Quon (Luta)
- Jennifer Copping (Janet Steig)
- Patrick Roccas (Trainer Jack)

### Épisode 10:M.Frappadingue
- États-Unis : 19 mai 2015 sur The CW
- France : 18 décembre 2015 sur France 4
- Québec : 3 mai 2016 sur VRAK

- États-Unis : 1,5 million de téléspectateurs[19] (première diffusion)
- France : 390 000 téléspectateurs[20] (première diffusion)

- Matthew MacCaull (Sebastian Meyer)
- Fulvio Cecere (Detective Flynn)
- Max Lloyd-Jones (Ryan Fisher)
- Andrea Brooks  (Connie Roy)
- Stephanie Van Dyck (Adele)
- Ryan Hesp (Bartender)
- Vaughn Jones (Jason)

### Épisode 11:Le Diable au corps
- États-Unis : 26 mai 2015 sur The CW
- France : 18 décembre 2015 sur France 4
- Québec : 10 mai 2016 sur VRAK

- États-Unis : 1,56 million de téléspectateurs[21] (première diffusion)
- France : 370 000 téléspectateurs[20] (première diffusion)

- Daran Norris (Johnny Frost)
- Darryl Quon (Luta)
- Melinda Page Hamilton (Dr. Maddy Larson)
- Tanja Dixon-Warren (Cissie)
- Bryce Hodgson (Scott E.)
- Trish Allen (Bored Nurse)

### Épisode 12:Rat défunt, rat vivant, rat brun, rat blanc
- États-Unis : 2 juin 2015 sur The CW
- France : 18 décembre 2015 sur France 4
- Québec : 17 mai 2016 sur VRAK

- États-Unis : 1,8 million de téléspectateurs[22] (première diffusion)
- France : 340 000 téléspectateurs[20] (première diffusion)

- Matthew MacCaull (Sebastian Meyer)
- Levi Meaden (Nate)
- Stephanie Bennett (Kimber Cooper)
- Darryl Quon	(Luta)
- Lexi Ainsworth (Tate)
- Bex Taylor-Klaus (Teresa)

Quatre lycéens drogués roulent dans une voiture volée lorsqu'ils percutent Sebastian, l'homme que Liv a transformé en zombie lors de son combat avec lui. Sebastian tue une fille de la bande après avoir été enterré par les jeunes. Deux semaines plus tard, Liv et Clive enquêtent sur cet assassinat. Après avoir consommé le cerveau de la victime, Liv commence à se comporter comme une lycéenne et est prise de court quand elle se rend compte que Sebastian est désormais un mort-vivant. 
Plus tard dans l'épisode, lorsqu'elle tente de se défendre contre Sebastian qui se présente à son appartement dans le but de la tuer, Liv se transforme en zombie sous les yeux de sa meilleure amie Peyton. 

### Épisode 13:Le Monde selon Blaine
- États-Unis : 9 juin 2015 sur The CW
- France : 18 décembre 2015 sur France 4
- Québec : 24 mai 2016 sur VRAK

- États-Unis : 1,45 million de téléspectateurs[23] (première diffusion)
- France : 340 000 téléspectateurs[20] (première diffusion)

- Bex Taylor-Klaus (Teresa)
- Molly Hagan (Eva Moore)
- Rhys Ward (Cameron Henley)
- Hiro Kanagawa (Lieutenant Suzuki)
- Nick Purcha (Evan Moore)
- Fulvio Cecere (Detective Flynn)
- Aleks Paunovic (Julien Dupont)
- Matthew MacCaull (Sebastian Meyer)
- Brian Markinson (Dr. Holland)